# 黒野城
黒野城（くろのじょう）は、岐阜県岐阜市にあった戦国時代から江戸時代にかけての日本の城。
美濃国方県郡黒野の地に豊臣秀吉の命で加藤貞泰が築城。徳川家康の時代まで1代わずか16年間の存在だった。

## 概要
黒野城は平城で本丸を中心に二の丸、三の丸と三重の堀に囲まれた輪郭式の曲輪。
規模は東西約1,000ｍ、南北約800ｍ。
外堀の土塁は防御に適した凹凸形状の横矢構造で、要所には門、神社や寺院が風水思想で配置されていた。
郭内は二ノ丸・広小路・役所・道場・馬場・蔵屋敷など城の施設と、家臣196家の屋敷などが並んだ。
主な屋敷は土塁・堀に囲まれ、外敵に備えた環濠集落に似た構造である。南西側には、15の町屋敷が整然と配置されていた。
本丸の規模は約110ｍ四方の方形。その土塁は高さ約5ｍ、幅約15ｍの堀に囲まれていた。
入口は枡形虎口で織豊系城郭の特徴があり、現在の城址碑付近に石垣に囲まれた城門と橋があった。
本丸土塁上の北西と南東隅には櫓が設けられていた。

## 歴史

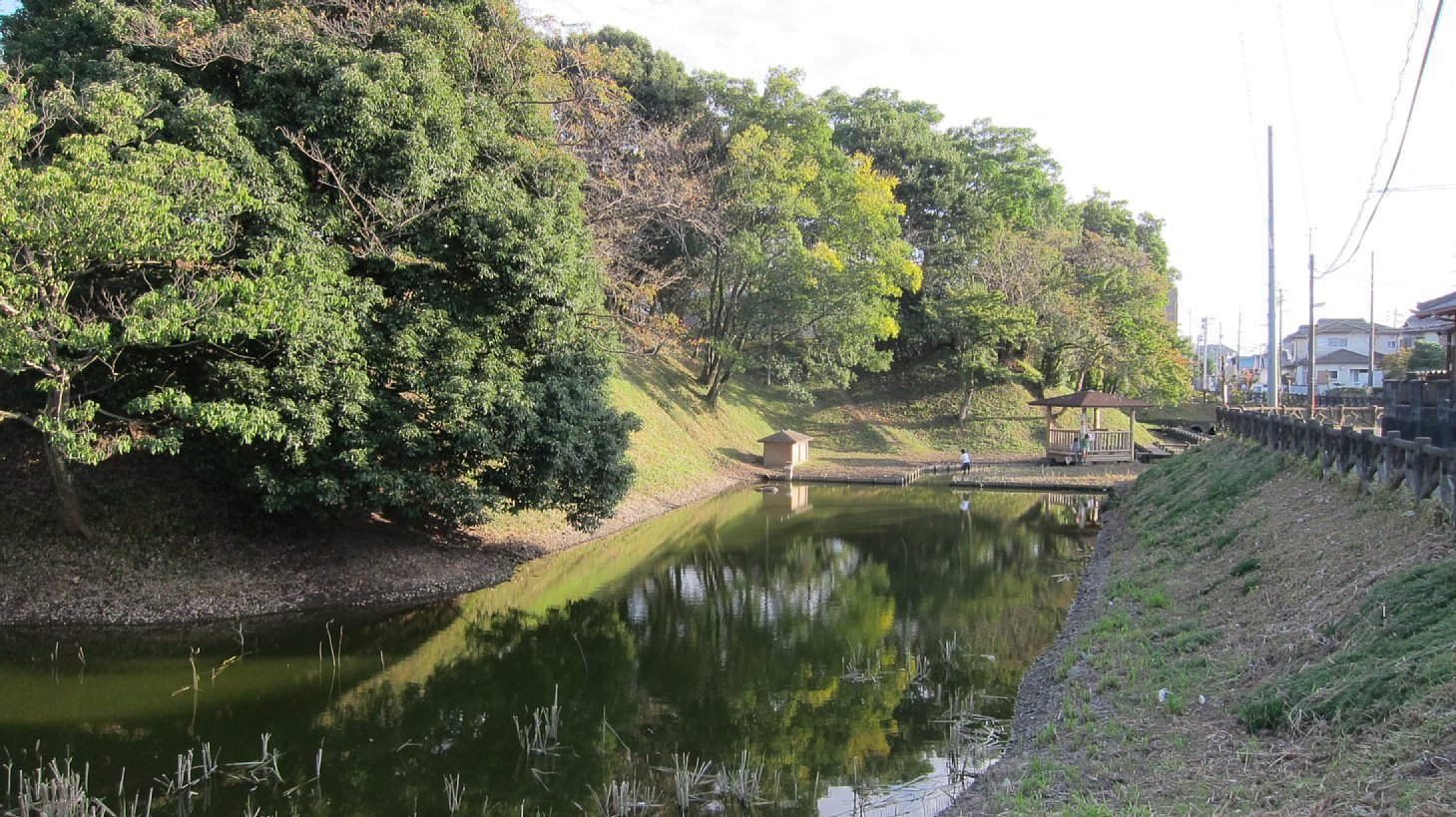
本丸跡を北西から撮影

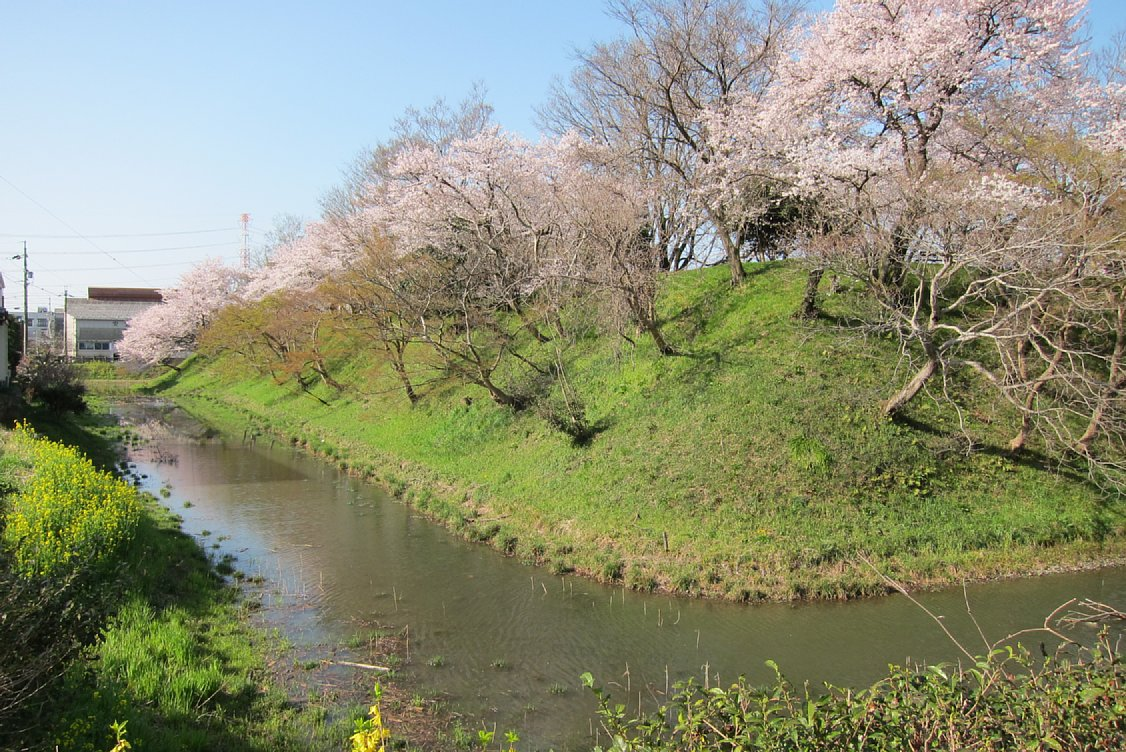
本丸跡を北東より撮影

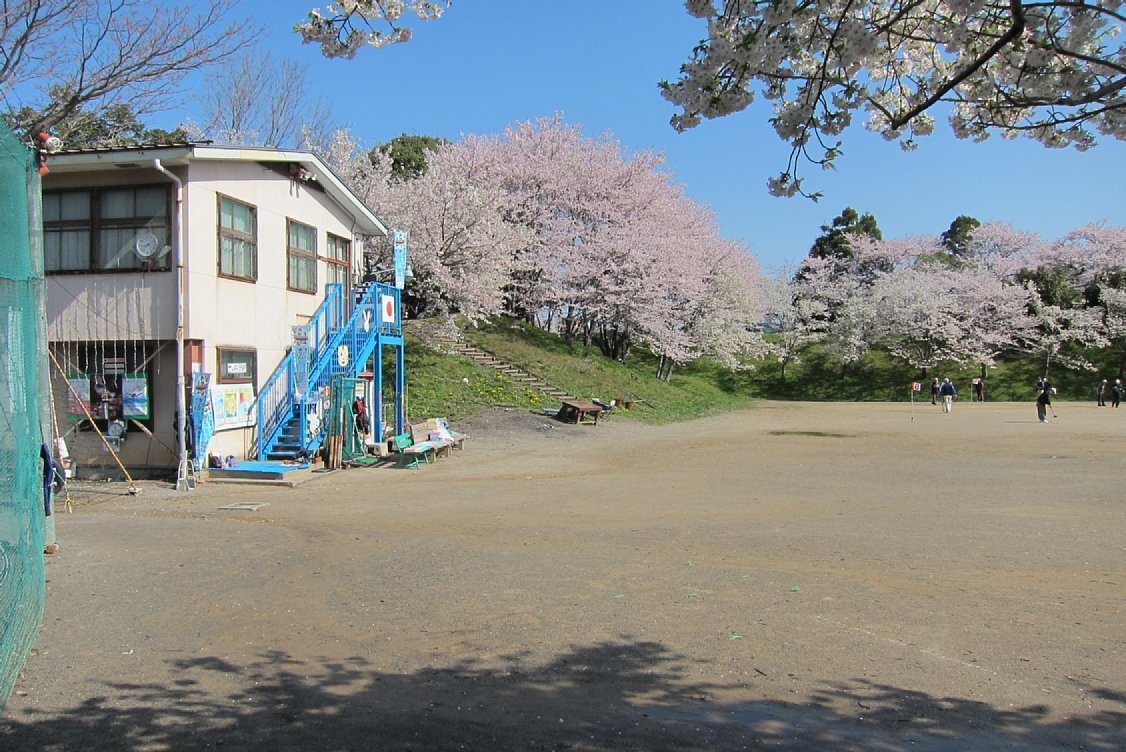
本丸内側の様子。土塁では桜が咲いています。

1594年（文禄3年）、加藤貞泰により築城される。
加藤景泰（貞泰の祖父）は土岐氏に仕え、美濃国橋詰庄で70貫の地を領していたが、加藤光泰（加藤貞泰の父）は斎藤龍興、豊臣秀吉に仕え、甲斐国24万石を与えられている。光泰は文禄の役に出陣したが、朝鮮で1593年（文禄2年）に病死する。
子供の貞泰は幼少であるという理由で、美濃国厚見郡・方県郡4万石に削封されてしまった。加藤貞泰は領内の寺院を仮の住居とし、黒野城の築城に着手した。
1600年（慶長5年）、石田三成と徳川家康が対立すると加藤貞泰は西軍側の岐阜城城主織田秀信につき、竹中重門（正室は貞泰の姉）ら美濃の武将らと共に犬山城の加勢に入った。また、弟の平内を江戸の徳川家康の下に人質として差し出した。
しかし、貞泰らは以前から石田三成に恨みがあり、貞泰は加勢衆を東軍に味方するように説得し開城させた。この働きは家康から貞泰宛の5通の書状から、関ヶ原前哨戦での重要性を伺うことができる。
岐阜城が落城すると貞泰は西軍の大垣城の押さえとして本田（ほんでん）村に布陣した。
関ヶ原の戦いでは黒田長政、竹中重門と共に岡山（丸山）烽火場に布陣し、本戦では島津隊と戦う。貞泰は戦後、家康より黒野城と4万石は安堵された。また、加藤家の働きに対して弟平内は美濃国内で3,641石を賜り加増された。
加藤貞泰は城下町を整えると共に治水事業を行い領内の生産を高め、1610年（慶長15年）正月に楽市の免許を町屋敷に出した。また町人に対して土地の年貢と諸役を向こう5年間免除するとした。
1610年（慶長15年）、加藤貞泰は伯耆米子藩6万石へ加増移封され、4万石の領地は加納奥平氏領となり黒野城は廃城となる。前述の政策もわずか半年の実施となった。
一説によれば、貞泰が長良川右岸の堤防整備を行った結果、長良川左岸の加納領が浸水したと、加納藩主奥平信昌の正室・亀姫が実父・徳川家康に訴えたため、貞泰は米子へ国替となったという。

## 現状

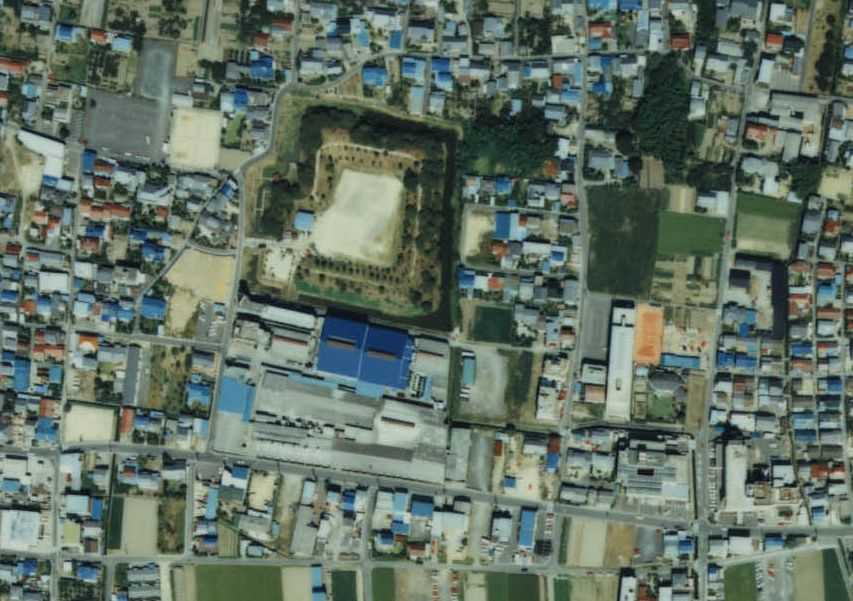
黒野城付近(1987年)

- 黒野城跡地は岐阜市史跡に指定されており[4]、公園として整備されている。
- 本丸跡地はグラウンドとなっており、幅約15ｍの水堀、高さ5m傾斜45度の土塁、石垣などに使われた石材が残っている。
- 現在の南側土塁は削られていた物を昭和時代に再造成されたもので、造成の際に南側に橋、南西部は遊具が設置され虎口の原形の面影は少ない。
- 本丸北の多賀神社裏手に、東西に650ｍ、幅約4～5ｍ、高さ約2ｍの空堀跡が残っている。さらに西約400ｍには土塁がL字形状に現存している。
- 古図の外堀は現在では水路となっている場所が多数ある。また周囲には「二の丸」「惣門口」といった地名も残っている。
- 2013年から発掘調査が進められており、2014年、入り口部分にて黒野城ではじめて石垣列が出土し、枡形虎口が確認された。[5]
- 2015年の調査では石垣列の南で瓦の破片が出土し、城門などの建造物が存在したことが明らかになった。[6]

## 交通機関
岐阜バス黒野線「黒野城跡前」下車、徒歩約5分
- JR岐阜駅バスターミナル（岐阜駅北）

8番のりば「御望野」「宝珠ハイツ」「西秋沢」「本巣市役所」行き
- 岐阜バスターミナル（名鉄岐阜駅南）

Eのりば「御望野」「宝珠ハイツ」「西秋沢」「本巣市役所」行き